# Benoît Valentin
Pour les articles homonymes, voir Valentin.
Benoît Valentin, né le 8 décembre 1992 à Écully, est un skieur acrobatique français, spécialiste du half-pipe.

## Carrière
Benoît Valentin fait ses débuts internationaux à la Coupe du monde des Contamines en janvier 2008. Lors de la saison 2010-2011, il remporte le classement général du half-pipe en se classant deuxième à Kreischberg puis dans sa station d'origine La Plagne. En 2014 à Sotchi, après une belle troisième place aux qualifications, il prend la dixième place en finale du premier concours olympique de halfpipe de l'histoire.
Il décroche une médaille de bronze aux WINTER X GAMES à Aspen le 29 janvier 2016.
Il annonce mettre un terme à sa carrière le 16 avril 2018, à l'âge de 25 ans, précisant se retirer des compétitions "sans regret".

## Palmarès

### Jeux olympiques
| Édition/Discipline | Halfpipe |
| JO 2014 à Sotchi   | 10e      |

### Championnats du monde
| Édition/Discipline                        | Halfpipe |
| Mondiaux 2011 à Park City Mountain Resort | 8e       |
| Mondiaux 2017 à Sierra Nevada             | 8e       |

### Coupe du monde
- Meilleur classement général : 1re en 2011.
- 1 petit globe de cristal :
  - Vainqueur du classement half-pipe en 2011.
- 10 podiums dont 4 médailles d'argent et 6 médailles de bronze.

#### Différents classement en Coupe du monde
| Année/Classement | Général | Général | Half-pipe | Half-pipe |
| ---------------- | ------- | ------- | --------- | --------- |
| Année/Classement | Class.  | Points  | Class.    | Points    |
| 2008             | 168e    | 2       | 30e       | 9         |
| 2009             | 163e    | 2       | 38e       | 9         |
| 2011             | 11e     | 41      | 1er       | 205       |
| 2012             | 75e     | 12      | 9e        | 60        |
| 2013             | 49e     | 22      | 12e       | 111       |
| 2014             | 130e    | 9       | 21e       | 44        |
| 2015             | 24e     | 30      | 4e        | 150       |
| 2016             | 8e      | 49      | 3e        | 245       |
| 2017             | 10e     | 47      | 2e        | 235       |

### Championnats de France
3e des championnats de France de halfpipe en 2012